# Sırrı Sakık
Sirri Sakik, né le 1er août 1957 dans la région de Muş, est un homme politique et journaliste kurde. Il est marié et père de trois enfants. Il a travaillé pour les journaux Cumhuriyet et Vatan.

## Carrière politique
Sirri Sakik est un membre fondateur des partis suivants :
- Parti de la démocratie,  fondé le 7 mai 1993 et dissout 16 juin 1994 par la Cour constitutionnelle turque.
- Parti de la société démocratique, fondé en 2009 et dissout le 11 décembre 2009 par la Cour constitutionnelle turque.

Actuellement il est membre du BDP (Parti pour la paix et la démocratie) qui milite pour la résolution de la question kurde, les Droits des femmes, l’écologie et l’instauration d’une société démocratique en Turquie. Le BDP est affilié au Parti socialiste européen et à l'Internationale socialiste.
De 1991 à 1995 il a été député DEP de la province Muş. 
En 2007 et 2011, il est réélu dans la même province où il se présente en tant que candidat indépendant pour contourner le seuil électoral turc de 10 %.
Il est élu député en 2023 dans la province d'Ağrı pour le Parti de la gauche verte.